# Droit intermédiaire

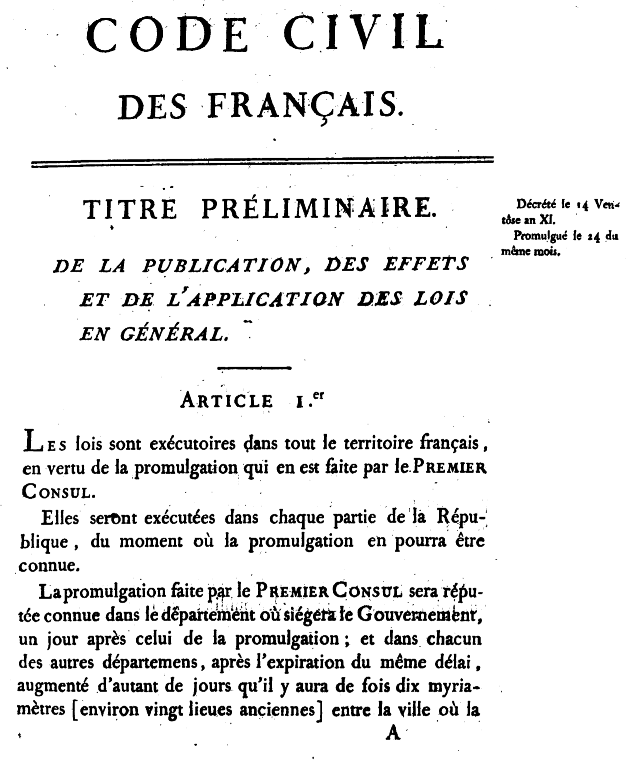
Image de l'introduction du code civille droit intermédiaire est situé juste avant le code civil

Le droit intermédiaire est le droit en vigueur en France pendant la Révolution française et le Consulat, entre 1789 et 1804. Le mot intermédiaire montre l'idée d'une période de transition entre l'Ancien Droit et le système basé sur le Code civil. 
Pendant la Révolution, on appelle généralement décret un texte adopté par les assemblées et loi un texte sanctionné par le roi (jusqu'à la suspension de la royauté) ou signé par l'exécutif. Les mêmes textes peuvent donc être qualifiés soit de décrets, soit de lois. Ceux de ces textes qui sont votés jusqu'au 10 août 1792 portent souvent deux dates, celle de l'adoption et celle de la sanction.

## Origine de l'expression et champ d'étude
L'expression de « droit intermédiaire » apparaît dès l'époque de l'Empire chez des auteurs comme Philippe-Antoine Merlin de Douai ou Jean-Baptiste Sirey. Cette notion est avant tout pratique pour évoquer les actes et faits juridiques survenus pendant la Révolution ou le Consulat et qu'il fallait analyser pour qualifier juridiquement une situation donnée. Ce droit intermédiaire perd vite de son intérêt pratique sans devenir un objet d'étude. 
Un regard scientifique commence à être porté sur ce droit intermédiaire dans les années 1880 avec la thèse fondatrice de Philippe Sagnac. Les travaux de Marcel Garaud dans les années 1950 relancent quelque peu ces études qui vont gagner en intérêt autour de la période du bicentenaire de la Révolution.

## Évolution des sources du droit
L'Ancien Droit était caractérisé par un fort pluralisme juridique. Plusieurs sources de droit étaient en vigueur dans le royaume : le droit romain, le droit canonique, les coutumes, la jurisprudence des Parlements de Paris et de province, et la législation royale générale (notamment les ordonnances royales) ou particulière (les privilèges).
Pour les révolutionnaires, le plus important était la loi, expression de la volonté générale, exprimée par le peuple. La loi était également pour eux un moyen d'unifier le droit sur l'ensemble du territoire :

« La loi est l'expression de la volonté générale. […] Elle doit être la même pour tous, soit qu'elle protège, soit qu'elle punisse. […] »

— Déclaration des droits de l'homme et du citoyen de 1789, art. 6
Là était le principe proclamé, dans la réalité constitutionnelle, les révolutionnaires français ont consacré un système représentatif et censitaire contraire à la loi expression de la volonté de tous.

## Principaux éléments du droit intermédiaire
Un élément essentiel du droit intermédiaire est la suppression rapide de la féodalité. La Nuit du 4 août 1789 donne lieu notamment à un rachat puis à une suppression des obligations d'origine féodale. En lieu et place de ce système ancien, et dans la lignée des idées des philosophes des Lumières, la propriété individuelle (et non plus affaire de privilégiés) est mise en avant : 

« La propriété étant un droit inviolable et sacré, nul ne peut en être privé, si ce n'est lorsque la nécessité publique, légalement constatée, l'exige évidemment, et sous la condition d'une juste et préalable indemnité. »

— Déclaration des droits de l'homme et du citoyen, art. 17
C'est principalement le droit de la famille qui est touché par les innovations révolutionnaires, autour du mariage, du divorce et des successions.

## Chronologie
À part le principe de suppression de la féodalité (ou plutôt du rachat des droits féodaux), les années 1789 et 1790 ne sont pas celles où les textes sont publiés, mais les discussions commencent, notamment sur le mariage et sur les successions. 
Si le projet sur le mariage est provisoirement abandonné en janvier 1791, celui sur les successions progresse, conduisant à la suppression du droit d'aînesse par la loi des 15 et 28 mars 1791, s'appliquant dans un premier temps aux successions dans les familles dont les parents se sont mariés après 1790. La loi des 8 et 14 avril 1791 établit les nouvelles règles pour les successions ab intestat : les enfants du de cujus sont traités sur un plan d'égalité quels que soient leur sexe et leur place dans la famille, et les autres dispositions reprennent la tradition issue du droit romain. 
Après la chute de la royauté, de nouvelles lois d'esprit plus révolutionnaire sont publiées. Le décret du 25 août 1792 supprime définitivement et sans rachat les droits féodaux subsistants. Le 20 septembre est adoptée la loi autorisant le divorce. La loi des 3 septembre et 14 novembre 1792 supprime les substitutions en matière successorale. La loi du 4 janvier 1793 supprime le droit d'aînesse dans toutes les familles. 
De nouveaux textes, toujours dans les mêmes domaines, sont encore adoptés en 1793 et 1794, comme celle du partage du 5 juin 1793 et celle du 26 octobre 1793, qui prévoient le partage égal des successions ouvertes depuis le 14 juillet 1789, c'est-à-dire avec application rétroactive. De même, la loi du 2 novembre 1793 qui établit que les enfants naturels doivent disposer des mêmes droits que les enfants légitimes s'applique rétroactivement à 1789. Une autre loi du 22 mars 1794 abolit rétroactivement les substitutions antérieures à 1792. Enfin, une nouvelle loi sur le divorce, modifiant la procédure et augmentant les cas possibles de divorce est prise le 23 avril 1794. 
Les années suivantes voient moins d'interventions d'ampleur dans le droit privé. À la suite de la réaction thermidorienne, la loi du 25 septembre 1795 abolit la rétroactivité des lois de 1793-1794. Un Code hypothécaire est publié le 27 juin 1795, mais il est remplacé par une autre version dès le 1er novembre 1798.

## Épilogue: le Code Napoléon
Pendant toute cette période, plusieurs projets de code civil ont été élaborés mais sans aboutir. Parvenu au pouvoir, Napoléon Bonaparte fait voter successivement les lois constituant le code civil, qui reprend de manière systématique tous les éléments du droit civil. Le Code ainsi constitué reprend, pour une grande part, mais en l'unifiant, l'Ancien Droit formé par le droit romain, les coutumes et les ordonnances royales (notamment les grandes ordonnances de Louis XIV et de Louis XV). 
Il intègre aussi des éléments adoptés pendant la Révolution avec l'état civil, le mariage civil et le droit de propriété. Toutefois, le Code civil revient sur une partie des décisions révolutionnaires, notamment sur le divorce en le rendant plus difficile. 
La loi du 30 ventôse an XII (21 mars 1804) « contenant la réunion des lois civiles en un seul corps de lois, sous le titre de code civil des Français », marque à la fois la fin du pluralisme juridique de l'ancien régime et celle du droit intermédiaire en prévoyant dans son article 7 : 

« À compter du jour où ces lois sont exécutoires, les lois romaines, les ordonnances, les coutumes générales ou locales, les statuts, les règlements, cessent d'avoir force de loi générale ou particulière dans les matières qui sont l'objet desdites lois composant le présent code. »

— Loi du 30 ventôse an XII, art. 7